# Edmund Muskie
Edmund Sixtus Muskie (Rumford, 28 de março de 1914 – Washington, D.C., 26 de março de 1996) foi um político norte-americano. Ele foi Governador do Maine de 1955 a 1959, membro do Senado dos Estados Unidos de 1959 a 1980 e Secretário de Estado dos Estados Unidos sob o presidente Jimmy Carter entre 1980 e 1981. Muskie foi o candidato Democrata a vice-presidente na eleição de 1968 e foi candidato a indicação Democrata a presidente em 1972.